# 2020 au Nouveau-Brunswick
Chronologie du Nouveau-Brunswick
- 2016
- 2017
- 2018
- 2019
- 2020
- 2021
- 2022
- 2023
- 2024

Cette page concerne des événements d'actualité qui se sont produits durant l'année 2020 dans la province canadienne du Nouveau-Brunswick.

## Politique
- Premier ministre : Blaine Higgs (Progressiste-conservateur)
- Chef de l'opposition : Denis Landry
- Lieutenant-gouverneur : Brenda Murphy
- Législature :